# 5-я Украинская советская дивизия
5-я Украинская советская дивизия (укр. 5-та Українська Радянська дивізія) — воинское соединение 3-й Украинской советской армии в период Гражданской войны и военной интервенции в России.

## История

### 1919 год
3-я Украинская советская армия была создана к 15 апреля 1919 из частей Группы войск одесского направления, которые были сведены в две штатные дивизии: 5-ю и 6-ю Украинские советские дивизии.
3-я Украинская советская армия вела боевые действия против украинских войск под командованием С. Петлюры в районе Одесса — Херсон — Николаев и к концу апреля вытеснила противника из Левобережья Приднестровья от г. Одессы до г. Тирасполя.
К 28 апрелю в г. Киеве завершено создание дивизии. Начальник дивизии М. В. Слувис.
В апреле — июле дивизия вела бои с частями Добровольческой армии под командованием русского генерал-лейтенанта барона
П. Н. Врангеля в восточной части Украины.
В мае дивизия вела бои с частями русской Добровольческой армии под командованием русского генерал-лейтенанта В. З. Май-Маевского в восточной части Украины.
С 22 мая Добровольческая армия наступала на Курск — Орёл, заняла г. Славянск, отбросив части 8-й и 13-й красных армий за реку Северский Донец.
Красная 13-я армия потеряла веру в возможность сдержать противника и вышестоящее советское командование напряженно формировало новые центры обороны в городах Харьков и Екатеринослав.
28 мая 3-я Украинская советская армия передала часть войск Южному фронту и перешла к обороне.,, Среди переданных войск была и 5-я Украинская советская дивизия вошедшая в состав 8-й армии.
В июне 1919 5-я дивизия вела бои с войсками Добровольческой армии в восточной части Украины.
10 июня левая колонна белогвардейского 1-го армейского корпуса (командир корпуса генерал-майор А. П. Кутепов) взяла г. Белгород.
11 июня левая колонна 1-го армейского корпуса белых, тесня войска красных, вошла в г. Харьков и после ожесточённого уличного боя заняла его.
27 июня войска Вооружённых сил Юга России вынудили войска Красной Армии оставить г. Екатеринослав.
В июле 5-я Украинская советская дивизия продолжала вести бои с войсками Добровольческой армии в восточной части Украины.
В июле 5-я Украинская советская дивизия передана в 9-ю армию.
С июля 5-я Украинская советская дивизия вела бои с войсками русской Добровольческой армии в Области Войска Донского (на р. Хопёр).

## Переформирование
В период Гражданской войны и военной интервенции в России в ноябре 1918 года в РККА был разработан новый план развития полевых войск, который предусматривал сформирование 47 номерных стрелковых дивизий (сд), включавших в себя 116 стрелковых бригад и 339 стрелковых полков. 19 февраля 1919 года план сформирования был сообщен фронтам РККА, с приказанием закончить реорганизацию к 1 апреля 1919 года. К 15 мая 1919 года эта работа была полностью завершена. Бригадная организация сд предусматривала по штату управление, три стрелковые бригады по три полка. Для придания большей боевой и хозяйственной самостоятельности сбр штатом № 220/34 было значительно усилено бригадное звено в сд за счёт увеличения её штатной численности.
16 июля 1919 5-я Украинская советская дивизия переформирована (фактически — переименована) в 56-ю стрелковую дивизию единой РККА.

## В составе
- 28 апреля – 28 мая 1919 — 3-я Украинская советская армия
- 28 мая — июнь 1919 — 8-я армия
- с … июля по 16 июля 1919 — 9-я армия

## Командование
Начальник дивизии краском Слувис М. В. (28.04 — 16.07.1919).